# Goephanes ruficornis
Goephanes ruficornis är en skalbaggsart som beskrevs av Stefan von Breuning 1964. Goephanes ruficornis ingår i släktet Goephanes och familjen långhorningar.
Artens utbredningsområde är Madagaskar. Inga underarter finns listade i Catalogue of Life.